# Kapsreiter (Unternehmen)

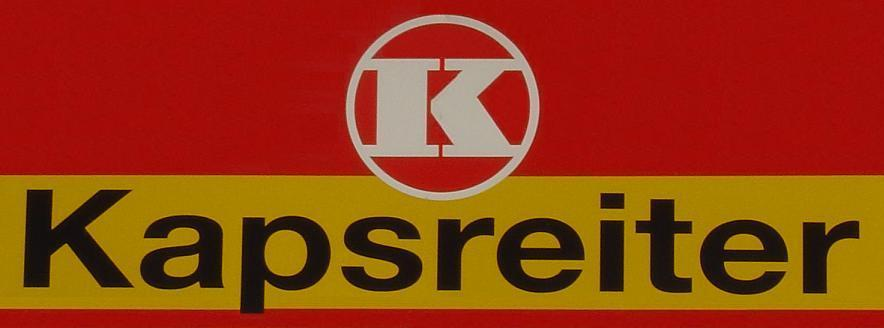
Firmenlogo von Kapsreiter

Kapsreiter ist ein ehemaliges österreichisches Unternehmen der Brau- und Baubranche, das seinen Sitz in Schärding am Inn hatte. Die Kapsreiter-Gruppe umfasste als Holding die drei Sparten Kapsreiter Bau, Kapsreiter Bier und Kapsreiter Granit. Das Familienunternehmen gehörte besonders in der Zeit nach dem Zweiten Weltkrieg zu den wichtigsten Arbeitgebern in der Region. Die Familie Kapsreiter spielte über ihre unternehmerische Tätigkeit hinaus auch kulturell und politisch eine herausragende Rolle in Schärding. In der ersten Hälfte der 1980er-Jahre erlebte die Kapsreiter-Gruppe jedoch einen wirtschaftlichen Niedergang und musste 1986 Konkurs anmelden. Die Baufirmen und Steinbrüche wurden schließlich verkauft oder geschlossen. Die Brauerei Kapsreiter wechselte mehrfach den Besitzer, konnte aber aus der Konkursmasse gerettet werden und bestand unter einem anderen Eigentümer bis zum Jahresende 2012.

## Aufstieg und Blütezeit

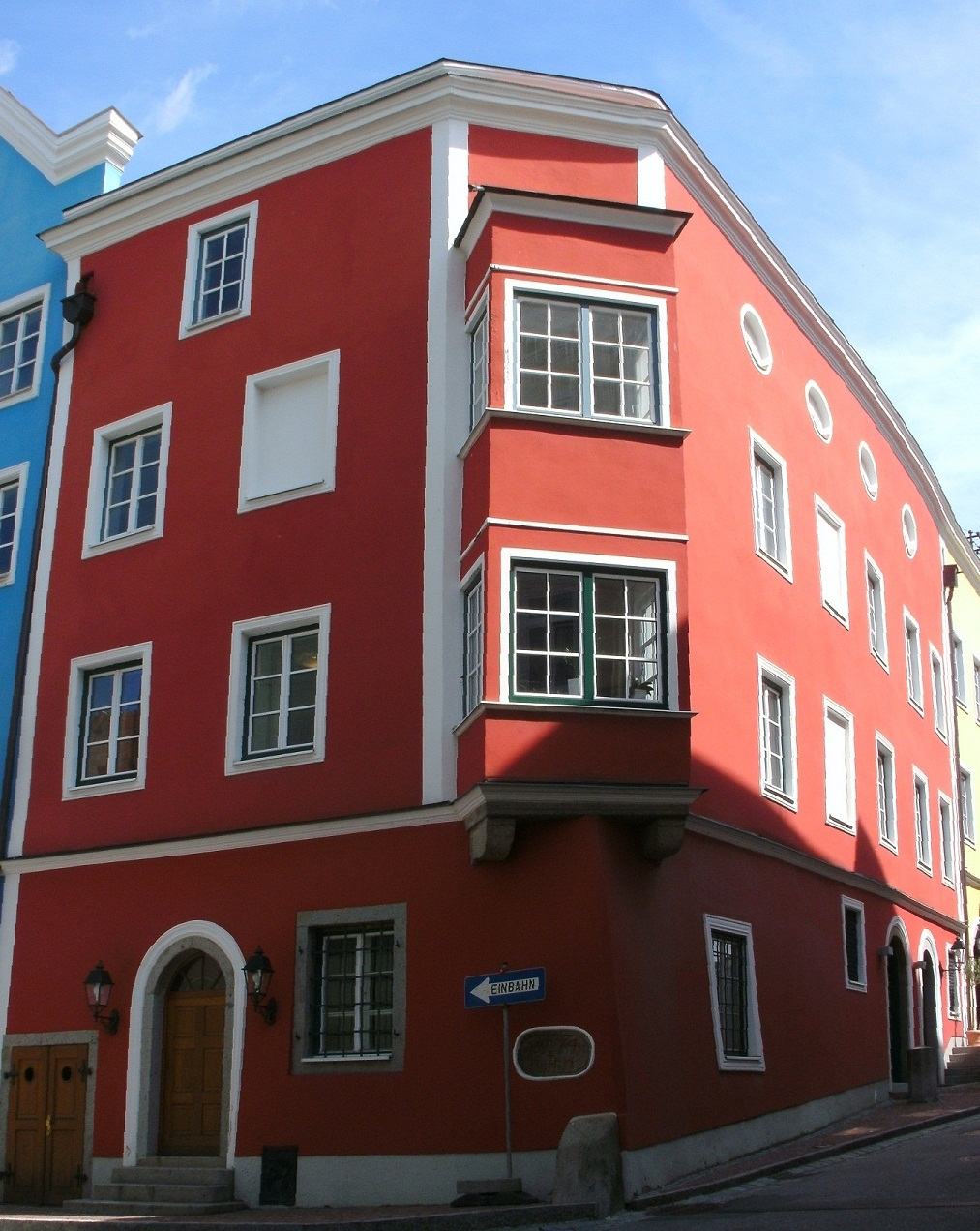
Ehemalige Firmenzentrale der Kapsreiter-Gruppe am unteren Stadtplatz in Schärding

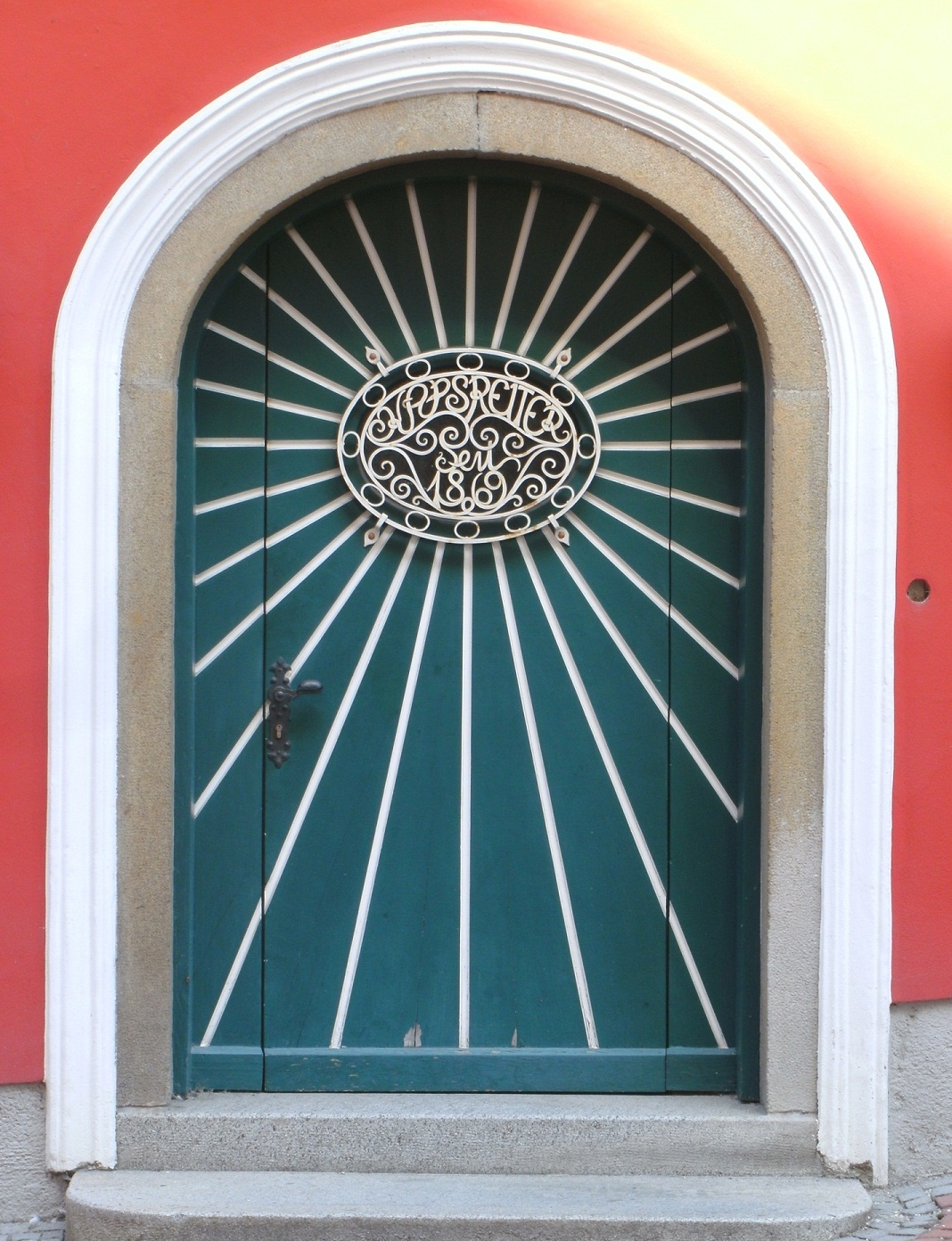
Eingang der Firmenzentrale mit Firmennamen am Portal

Keimzelle der späteren Kapsreiter-Holding war eine Brauerei in Schärding, die 1590 von Leonard Lachmüller gegründet und schließlich 1863 durch den bayerischen Bierbrauer Michael Kapsreiter (1834–1899) übernommen wurde. Sie blieb danach für fast 120 Jahre im Besitz seiner Familie, die das Unternehmen zu einem anerkannten Brau- aber vor allem auch Baukonzern entwickelte. Die Nachfolger Michael Kapsreiters an der Spitze des Unternehmens waren August Kapsreiter (1867–1916), Josef Kapsreiter (1895–1931) sowie Dr. Josef Kapsreiter (1872–1958). Besonders in der Zeit nach dem Zweiten Weltkrieg zählte die Kapsreiter-Gruppe, neben Firmen wie Loher, Hatz, ZF Passau oder Schwarzmüller, zu den wichtigsten Arbeitgebern in der Region am unteren Inn.
Gustav Kapsreiter (1893–1971) sowie dessen Nachfolger Peter Kapsreiter (1924–1973) und Dr. Gustav Kapsreiter (1922–1980) prägten die Geschicke des Familienunternehmens in dieser Zeit und machten sich auch als Politiker und Kulturschaffende einen Namen. Gustav Kapsreiter (1893–1971) etwa gehörte zu den Gründern der Vereinigung Österreichischer Industrieller und war von 1945 bis 1953 Abgeordneter zum Nationalrat für die ÖVP, seine aus Salzburg stammende Frau Maria (geb. Mayr, eine Nichte von Richard und Carl Mayr) machte sich als Kunstmäzenin einen Namen und setzte sich für die Erhaltung des Schärdinger Schlossparks ein. Alle hier genannten Personen waren auch im Umfeld der Innviertler Künstlergilde aktiv.
Kern der Kapsreiter-Gruppe blieb lange Zeit die Brauerei am Standort Schärding, daneben erlebte in der Blütezeit des Unternehmens nach dem Zweiten Weltkrieg die Hoch-, Tief- und Straßenbausparte einen Aufschwung. Die benötigten Baumaterialien konnten zu einem Großteil aus firmeneigenen Granit-Steinbrüchen und Schotterwerken in der Gegend um Schärding bezogen werden. Auch wurde ein großer Fuhrpark mit Baumaschinen und Kränen sowie ein Fertigteilwerk für die Herstellung von Erzeugnissen aus Beton, Zement und Kalksandstein betrieben. Firmen der Kapsreiter-Gruppe waren unter anderem auch am Bau der Wiener U-Bahn beteiligt. Neben der Planung und Ausführung von Bauprojekten in großem aber auch kleinem Maßstab wurde von der Familie Kapsreiter stets auch Immobilienentwicklung betrieben, so dass der Konzern schließlich unter den größten Realitätenbesitzern der Stadt Schärding zu finden war.

## Sparten und Standorte

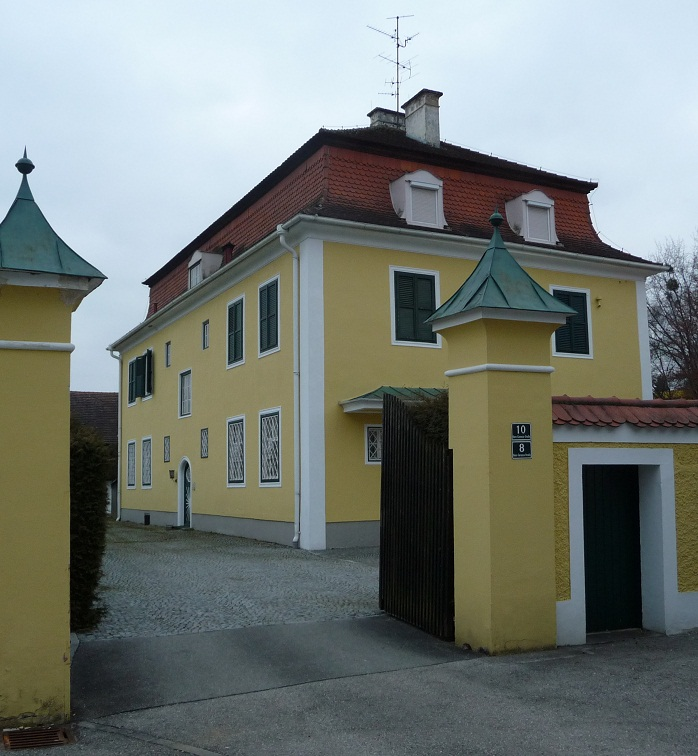
Kapsreiter-Villa "Monikahaus" in der Schärdinger Vorstadt

Hauptsitz der Kapsreiter-Gruppe war ein Verwaltungsgebäude am Unteren Stadtplatz in Schärding, das gegenüber dem alten Wassertor lag und mit der alten Kapsreiter-Brauerei räumlich in enger Verbindung stand. Die Hauptgebäude der Brauereisparte befanden sich jedoch nicht hier, sondern verkehrsgünstiger gelegen am gegenüberliegenden Ende der Schärdinger Innenstadt beim Linzer Tor, lediglich durch eine schmale Straße vom Sudhaus der konkurrierenden Brauerei Baumgartner getrennt. In der Stadt Schärding selbst sowie in Salzburg und einigen anderen Städten verfügte die Kapsreiter-Gruppe über ausgedehnten Realitätenbesitz. Gustav Kapsreiter (1893–1971) und seine Familie lebten überwiegend im sogenannten „Monikahaus“, der Kapsreiter-Villa in der Schärdinger Vorstadt; die Familiengruft mit ihren Gräbern befindet sich auf dem Petersfriedhof Salzburg. In Salzburg besitzt die Familie auch den  Rauchenbichlerhof. Unternehmensgründer Michael Kapsreiter und mehrere seiner Nachfolger sind auf dem Stadtfriedhof Schärding beigesetzt.

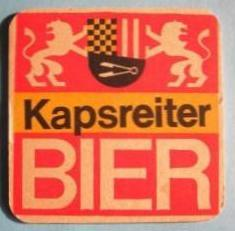
Kapsreiter-Bierdeckel (Anfang 1980er-Jahre)

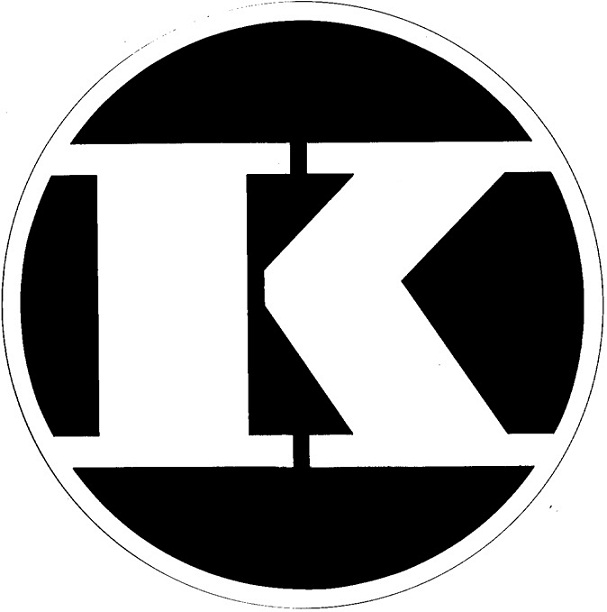
Firmenlogo der Kapsreiter-Gruppe, 1984

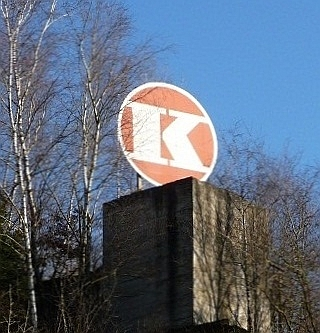
Schild mit Firmenlogo im ehemaligen Kapsreiter-Steinbruch in Gopperding (Foto Februar 2011)

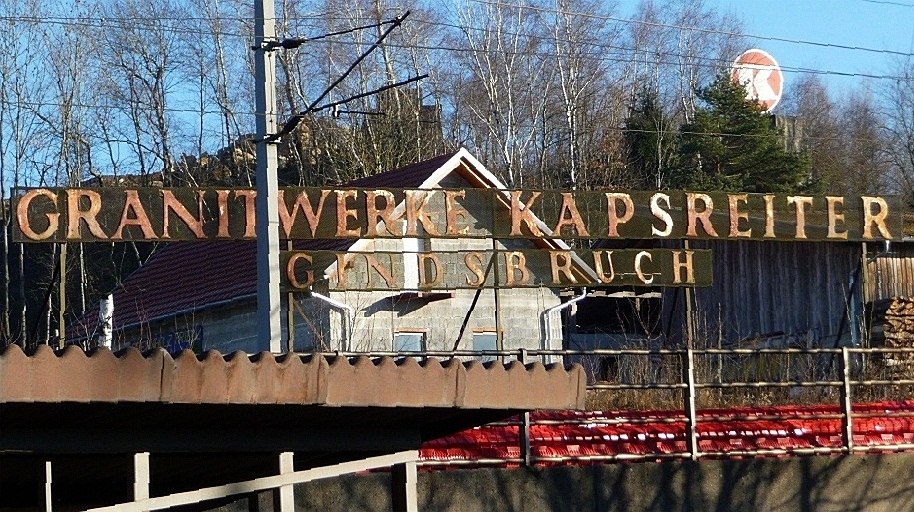
Schild des ehemaligen Kapsreiter-Steinbruches in Gopperding (Foto Februar 2011)

Werbeeinschaltung von Kapsreiter mit Aufzählung der Unternehmen und Beteiligungen (Stand 1985)

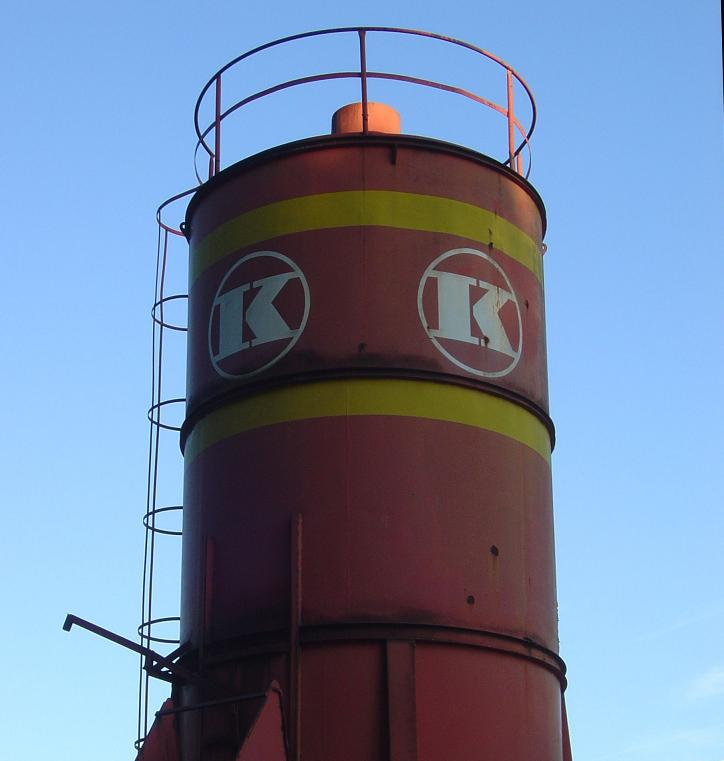
Firmenlogo der ehemaligen Kapsreiter-Gruppe auf einem Silo im Haas-Gewerbepark in Brunnwies bei Schärding (Foto Mai 2010)

### Kapsreiter Bier
Brauerei und Herstellung von Limonaden, organisiert zuletzt (1985) in der Kapsreiter Brau GmbH mit Standorten in:
- Schärding, Innenstadt am Unteren Stadtplatz
- Schärding, Vorstadt beim Linzer Tor

dazu das Kapsreiter Bräustüberl als eigene Gaststätte in Schärding

### Kapsreiter Granit
Steinbrüche zur Gewinnung von Baumaterialien, vorzugsweise von Granit. Organisiert zuletzt (1985) in der Kapsreiter Granitwerke GmbH mit Standorten in:
- Gopperding, Gemeinde St. Florian am Inn
- Allerding, Gemeinde St. Florian am Inn
- Schnürberg-Ach, Gemeinde St. Roman
- Steinwald, Gemeinde Sandl
- Wernstein am Inn, Gemeinde Wernstein am Inn (siehe z. B. Ruine Wimberg)
- Neuhaus am Inn, Gemeinde Neuhaus am Inn

### Kapsreiter Bau
Hoch-, Tief- und Straßenbau, dazu Fertigteilwerk für die Herstellung von Erzeugnissen aus Beton, Zement und Kalksandstein, ferner Fuhrparks, Materiallager und Baubetriebshöfe. Organisiert zuletzt (1985) in folgende Teilgesellschaften mit Standorten in:
- Kapsreiter-Süd-Ost-Bau GmbH[2]
  - Graz (Zentrale)
  - Eisenstadt
  - Purkersdorf
  - Villach
  - Wien
- Kapsreiter-West-Bau GmbH[2]
  - Schärding (Zentrale)
  - Braunau am Inn
  - Igls
  - Linz
  - Ried im Innkreis
  - Wals bei Salzburg
- Bauunternehmung Kapsreiter GmbH[2]
  - Neuhaus am Inn
- Kapsreiter Wohnbau GmbH[2]
  - Schärding

## Niedergang und Zerschlagung
Nach dem Tod Dr. Gustav Kapsreiters 1980 gerieten die lange Zeit florierenden Firmen der Kapsreiter-Gruppe bald unter wirtschaftlichen Druck. Durch den Einstieg des Immobilienhändlers Johann Haas konnte der Konzern zwar zunächst vor der Schließung gerettet werden, doch konnte er die dringend notwendigen Investitionen nicht aufbringen. 1986 meldete die Kapsreiter Bau GmbH mit Passiva in der Höhe von 550 Millionen Schilling (40 Millionen Euro) schließlich Konkurs an, letztlich kam es zu einem Ausgleich. Nach dem Konkurs wurde die Kapsreiter-Gruppe zerschlagen, die rentablen Unternehmen sowie der Realitätenbesitz veräußert und die nicht rentablen Unternehmen rasch geschlossen. Vom damit verbundenen Verlust an Arbeitsplätzen in den Baufirmen und Steinbrüchen war die Gegend um Schärding stark betroffen. Die Kapsreiter-West-Bau GmbH samt ihren Bauunternehmungen wurde 1986 zum Großteil vom Alpine-Konzern übernommen. Die Baustellen der Kapsreiter-Süd-Ost-Bau GmbH wurden von der Stuag Straßen und Tiefbau AG übernommen und abgewickelt. Die Kapsreiter-Steinbrüche wurden zum Teil noch kurz von den Schärdinger Granitwerken weitergeführt, aber bald geschlossen. In Schärding blieben die Liegenschaften der ehemaligen Unternehmensleitung am Unteren Stadtplatz sowie der ehemalige Kapsreiter-Bauhof beim Lagerhaus-Areal in Brunnwies im Besitz des Immobilienhändlers Haas, der die Flächen des Bauhofes schließlich in einen Gewerbepark umwandelte. Der Name der von Haas übernommenen Kapsreiter Bau- und HandelsgesmbH wurde 2005 in Haas Holding GmbH geändert, Sitz dieses Unternehmens ist Brunnenthal.
Von den übrigen Unternehmen der früheren Kapsreiter-Gruppe blieb lediglich die Brauerei weitgehend in ihrer alten Form erhalten. Haas verkaufte sie 1986 an die Ottakringer Brauerei, die ihre Erwerbung bald neu positionierte. War die Brauerei Kapsreiter lange Zeit für ihr „billiges Baustellenbier“ bekannt gewesen, mit dem zunächst vor allem die Mitarbeiter der Sparten Bau und Granit der Kapsreiter-Gruppe versorgt wurden, so wurden die Erzeugnisse des Unternehmens durch die neuen Eigentümer nunmehr im hochpreisigen Marktsegment vermarktet. Die Ottakringer Brauerei eröffnete Kapsreiter ein etabliertes Vertriebsnetz und den Zugang zu den Märkten in Wien und Ostösterreich, zudem wurde ab 1987 das Kapsreiter Landbier österreichweit als neue Marke eingeführt. In diesem Zusammenhang änderte sich auch das öffentliche Auftreten der Brauerei grundlegend. Infolge einer Neuorganisation der Ottakringer Brauerei und ihrer Beteiligungen ging die Brauerei Kapsreiter 1995 in den Besitz des früheren Ottakringer Brauerei-Vorstandes Gustav Harmer über. In der Folgezeit war die Brauerei über die Harmer-Holding zu 100 % in Besitz der Familie Harmer, die auch die Mehrheit an der Brauerei Grieskirchen hat. Die neuen Eigentümer versuchten mehrmals, beide Brauereien an andere Eigentümer zu verkaufen, entsprechende Geschäfte kamen jedoch letztlich nicht zustande. Mit 31. Dezember 2012 wurde der Brauereistandort Schärding von der Familie Harmer schließlich aufgegeben, die verbliebene Belegschaft abgebaut und Produktion sowie Vertrieb von Kapsreiter-Bier in Schärding eingestellt.

## Erwerb durch Baumgartner
Im Jahr 2013 wurde die Brauerei Kapsreiter, die Liegenschaft Stadtwirt, die Marke, der Original-Brunnen sowie das Original-Rezept von Kapsreiter von der Brauerei Baumgartner erworben. 2018 wurde das Kapsreitergebäude teilweise saniert und damit mehr Lager- und Logistikfläche geschaffen. 2018 wurde der Brunnen der Brauerei in Stand gesetzt und wieder in Betrieb genommen. Seit dem Jahr 2019 wird Kapsreiter Bier als eigenständige Marke unter dem Dach der [Brauerei Baumgartner], nach Originalrezepten produziert und vertrieben.